# 18196 Rowberry
18196 Rowberry este un asteroid din centura principală de asteroizi.

## Descriere
18196 Rowberry este un asteroid din centura principală de asteroizi. A fost descoperit pe 26 august 2000 la Socorro, New Mexico, în cadrul proiectului LINEAR. Asteroidul prezintă o orbită caracterizată de o semiaxă mare de 2,29 ua, o excentricitate de 0,17 și o înclinație de 3,4° în raport cu ecliptica.